# GLIM SPANKY
GLIM SPANKY（グリムスパンキー）は、松尾レミと亀本寛貴による日本のロックユニット。所属レコードレーベルはUNIVERSAL MUSIC JAPANの社内レーベルであるVirgin Records。

## 概要
1960 - 70年代のロックやブルースを基調にしながら、独自の感性と現代的な感覚で昇華させたナンバーによって新しさを感じさせるサウンドを鳴らし、幅広い世代を唸らせる男女2人組ロックユニット。デビューしてすぐにテレビ局プロデューサーのYOU-DIE、いとうせいこう、リリー・フランキー、みうらじゅんといった音楽好きの業界人に絶賛される。また、松任谷由実、野宮真貴、佐野元春、桑田佳祐、加山雄三といったミュージシャンからも絶賛された。
クラシック・ロックを軸としているが決して現代のシーンに背を向けているわけでも単純に昔の音楽の再現をしているわけでもない。単に古いブルージーなサウンドにしても逆に今風のサウンドに迎合しても仕方ないので、自分たちにしか出せない音を目指している。レコーディング機材もヴィンテージなどに拘ることはなく、むしろ最新機器を使って現代に生きている人が聴いてぞくっとくる音を探して作っている。
2人の野望は「日本語の楽曲で世界に打って出ること」。洋楽にルーツを持ちながら日本語で歌うのは、自分たちの音楽を世界に発信するにあたって「日本人なので日本語で表現したい」という思いと海外の人に聞かせるには彼らに出来ないこと、つまり日本のエッセンスを打ち出していかなければいけないという考えからで、その上で世界に通用するロックサウンドやワールドワイドなリズム、現在の日本で流行しているものといったそれぞれ関係ない文脈を合体させるようにしている。
バンド名は松尾が好きだったケルト文化の伝説や幻想文学に由来するもので、ゴブリンのような鬼の持つ“GLIM”（グリム＝灯火、かすかな光り）という幻想的なイメージの言葉と、これから音楽業界に一発殴りこんでやるという意味で“SPANK”（スパンク＝平手打ち）という攻撃的な要素を持った言葉を掛け合わせて名付けた。そしてこの名前が「幻想的な曲もあれば攻撃的な曲もある」という音楽性も表現し、バンドの方向性を決定づけた。
楽曲の多くは松尾による作詞作曲で、まず松尾が歌詞と短い弾き語りのデモを作り、亀本と一緒にそれをブラッシュアップして行く。大まかなメロディーとコード進行がある程度決まったら、亀本がサウンドの方向性やギターリフ、ベースやドラムのフレージング、ビート感などを細かく詰める作業に入る。あるいは簡単なギターコードだけを決めておいて、それぞれ松尾は曲を、亀本はリフを考えて、お互いに出来上がったところで合体させるという方法もある。

## メンバー
- 松尾レミ（英語版）（まつおレミ、1991年12月7日（33歳） - ）
  - ボーカル、ギター、作詞、作曲を担当。長野県下伊那郡豊丘村出身。子供の頃は近所の教会のゴスペルチームに入ってゴスペルを歌っていた[15]。松川高校在学中は生徒会副会長も経験した。
  - メジャーデビュー以降、アナログフィッシュのゲストボーカルやCMソングへの起用など、ボーカリストとしてGLIM SPANKY以外でも活動している[14]。
  - 日本画家の祖父をはじめ、家族や親戚に画家が多くいたため、ずっと絵で表現していきたいと思っていた[6][16]。しかし音楽にも興味を持つようになり、音楽を生業にすれば自分でアートワークやグッズやファッションを手がけることで絵画と両立させることができると考えるようになった[6][10][12][16]。
  - 父親が大の音楽好きでレコード・マニアだったので、洋楽邦楽あるいはそれ以外とジャンルを問わず分け隔てなく常に流れている家庭だった[5][6][12][16]。
  - 保育園の頃は日本語で歌えるのでカジヒデキ、カヒミ・カリィ、フリッパーズ・ギターといった渋谷系の音楽をずっと聴いていたが、中でもPIZZICATO FIVEには音楽だけではなくボーカルの野宮真貴のファッション性やチームとしてのアート性まで含め、かなり影響を受けた[5][17]。
  - 小学生の時はaiko、the brilliant green、YUKIなどのJ-POPが好きだった[18]。
  - 中学生の時に音楽好きの間で流行り始めた邦楽ロックバンドのBUMP OF CHICKEN、ASIAN KUNG-FU GENERATION、RADWIMPSが好きになり、中でも初めて自分から手にしようと思ったバンドBUMP OF CHICKENは、メンバーが誰から影響を受けたのかまで気になり、そのルーツを探り始めた[5][6][17][18]。またほぼ同時期に出会ったザ・ホワイト・ストライプスにも衝撃を受け、根本はクラシック・ロックなのに現在進行形で新しさのあるサウンド、そして音楽だけでなく魅力的なビジュアルやレコードジャケットのアートワークなどからも多大なる影響を受けた[16][17]。その2つのバンドから意識的に洋楽を聴くようになり、ザ・フー、ビートルズ、ローリング・ストーンズ、レッド・ツェッペリン等のブリティッシュ・ロックやジョニ・ミッチェル、ジミ・ヘンドリックス、ニール・ヤングなどのウッドストックの頃の音楽に行き着いた[6][19]。なかでも特に好きだったのがビートルズ[12]。
  - 現代のアーティストで一番好きなのはジャック・ホワイト（元ザ・ホワイト・ストライプス）やブラック・キーズなど[5]。
  - 使用機材：Gibson「Les Paul Special」 - 中学3年生の頃に初めてもらったギター[11]。

- 亀本寛貴（英語版）（かめもとひろき、1990年8月24日（34歳） - ）
  - ギター、作曲、編曲、プログラミング担当。長野県飯田市出身。松川高校在学中は生徒会長も経験した[20]。
  - 松尾の曲と歌を最大限に活かすギターを心掛けることで、自身のギタースタイルを確立[4]。
  - ずっとサッカー少年で、初めて購入したCDはSMAPの「世界に一つだけの花」と森山直太朗の「さくら（独唱）」[16]。
  - 高校1年の時にGLAYやL'Arc〜en〜Cielを好きになったことをきっかけにギターを始め、友人とバンドを組んだりしているうちにどんどんのめり込んで行った[12][16]。
  - ギターを始めてからは好きなアーティストが影響を受けたミュージシャンやニルヴァーナ、ガンズ・アンド・ローゼズ、オアシスといった有名どころの洋楽のCDを片っ端から借りて時代で区切らないようにして聞いている内に、自然とジミ・ヘンドリックスやクリーム、レッド・ツェッペリンといった松尾と同じような年代のロックに行き着いていた[12][19]。洋楽で最初に好きになったのはレディオヘッドで、現代のアーティストではアークティック・モンキーズやカサビアン、ジャック・ホワイトやブラック・キーズも好き[5][18]。
  - 使用機材：Gibson USA「Les Paul Deluxe 2015」[11]

### 元メンバー
- 尾澤 和也（おざわ かずや、1990年2月19日（35歳） - ）
  - ベース担当。2010年2月脱退。長野県出身。
- 三島 拓（みしま たく、1991年5月9日（34歳） - ）
  - ドラムス担当、愛称「みっしーま」。2010年2月脱退。長野県出身。

## 来歴

### 結成、メジャーデビュー前
長野県松川高等学校1年生の時（2007年）、文化祭でコピーバンドをやりたかった松尾レミが中心となってGLIM SPANKYを結成。軽音楽部が禁止されている学校だったためか楽器をやっている人間はほとんどおらず、ドラマー以外は全員初心者だった。文化祭が終わって半年ほどするとギターとベースのメンバーが辞めてしまい、代わりに1学年上の亀本寛貴を含む先輩2人が加入。最初はELLEGARDEN、BUMP OF CHICEKEN、ASIAN KUNGFU GENERATIONなどをコピーしていたがすぐにオリジナル曲を作り始め、その4人で本格的に活動を開始。その頃からすでに松尾がソングライティングを手掛けていた。
2008年12月、ソニーミュージック主催の「ロック番長」で優勝。
2009年5月、長野県飯田市で開催された野外フェス「Famers' Heaven09」に出演。8月に行われた「閃光ライオット」では全国5500組の中から14組のファイナリストに選ばれる。当時、亀本は愛知学院大学に進学していたが、バンド活動のために週1回長野に帰っていた。
2010年2月、地元に残るドラムとベースが脱退。松尾は東京でのバンド活動のために日本大学芸術学部への進学を決め、松尾の誘いにのった亀本も埼玉県の大学を受け直して上京。4月にサポートメンバーを加えてバンド活動を再開した。同年11月には渋谷芸術祭にて上映された諸沢利彦監督のドキュメンタリー映画「ROAD SIDE#2010」に出演。2011年の「ROAD SIDE#2011」にも出演している。
2012年7月に下北沢GARAGEにて行われたFoZZtoneの「REC OK! TOUR」追加公演のオープニングアクトとして出演。同年12月亀田誠治主催の「子亀祭」に出演。
2013年4月に新宿紅布にて行われた友川カズキと騒音寺のツーマンLIVEにオープニングアクトとして出演。12月4日に初の全国流通盤「MUSIC FREAK」をSPACE SHOWER MUSICからリリース。
2014年3月にツアー「FREAK ON THE HILL」を開催。

### メジャーデビュー後
2014年6月11日、ユニバーサルミュージックジャパン内のレーベルEMI R（現・Virgin Music）より1stミニアルバム「焦燥」でメジャーデビュー。
2015年2月18日に1stシングル「褒めろよ」を発売。テレビ東京系ドラマ「太鼓持ちの達人〜正しい××のほめ方〜」の主題歌に採用される。7月よりNHK Eテレ「ビットワールド」内でオンエアのアニメ「秘密結社 鷹の爪 DO」のエンディング曲として「WONDER ALONE」が流れ、9月25日放送回にはそれぞれ架空ユニット「グリグリスパパンキー」のメンバー“ルミ”と“メカ本”としてアニメに出演してアフレコも行った。7月22日に1stアルバム「SUNRISE JOURNEY」をリリース。7月から8月にかけて、JOIN ALIVEやFUJI ROCK FESTIVAL、SWEET LOVE SHOWERなどの野外音楽フェスティバルに出演。10月には東京・赤坂BLITZにてワンマンライブを実施。
2016年1月に2ndミニアルバム『ワイルド・サイドを行け』を発表する。3月21日、渋谷eggmanにて開催されたイベント「第1回Virgin Rocks」でホストを務める。4月7日よりLINE LIVEで配信されるアニメ「秘密結社 鷹の爪 GT」のエンディングテーマに「夜明けのフォーク」が選ばれ、実写パートに当人たちも出演。
2017年9月13日に3rdアルバム『BIZARRE CARNIVAL』をリリースし、同年10月14日からワンマンツアー『BIZARRE CARNIVAL Tour 2017-2018』を開催する。
2020年10月18日、第25回「信毎選賞」受賞。

## ディスコグラフィ

### シングル
|                                | 発売日                         | タイトル                               | 規格品番                       | チャート                       | チャート                       | 備考 |
| オリコン                       | 発売日                         | タイトル                               | 規格品番                       | Billboard Japan Hot 100        |                                | 備考 |
| Virgin Music (Universal Music) | Virgin Music (Universal Music) | Virgin Music (Universal Music)         | Virgin Music (Universal Music) | Virgin Music (Universal Music) | Virgin Music (Universal Music) | Virgin Music (Universal Music)                                                                            |
| ------------------------------ | ------------------------------ | -------------------------------------- | ------------------------------ | ------------------------------ | ------------------------------ | --- |
| -                              | 2014年11月28日                 | 焦燥 / MOVE OVER                       | HSC-0012 (7inch)               | -                              | -                              | HMV Record Shopより発売                                                                                   |
| -                              | 2014年12月6日                  | MOVE OVER                              | 配信限定                       | -                              | -                              | - |
| 1st                            | 2015年2月18日                  | 褒めろよ                               | TYCT-30040 (CD)                | 83位                           | 20位                           | - |
| -                              | 2015年4月22日                  | 大人になったら                         | 配信限定                       | -                              | -                              | - |
| -                              | 2015年5月27日                  | 大人になったら / 褒めろよ              | HSC-0018 (7inch)               | -                              | -                              | HMV Record Shopより発売                                                                                   |
| 2nd                            | 2015年7月1日                   | リアル鬼ごっこ                         | TYCT-39033 (CD+DVD)            | 145位                          | 84位                           | - |
| -                              | 2016年5月13日                  | 話をしよう / 時代のヒーロー            | 配信限定                       | -                              | -                              | - |
| 3rd                            | 2018年1月31日                  | 愚か者たち                             | TYCT-30072 (CD)                | 31位                           | -                              | - |
| 4th                            | 2018年5月9日                   | All Of Us                              | TYCT-39076 (CD+DVD)            | 22位                           | -                              | - |
| 4th                            | 2018年5月9日                   | All Of Us                              | TYCT-30074 (CD)                | 22位                           | -                              | - |
| -                              | 2018年8月1日                   | ハートが冷める前に                     | 配信限定                       | -                              | -                              | - |
| -                              | 2019年6月11日                  | めぐりあい                             | 配信限定                       | -                              | -                              | *アニメ『機動戦士ガンダム THE ORIGIN 前夜 赤い彗星』第1弾エンディングテーマ *SUGIZO feat. GLIM SPANKY名義 |
| -                              | 2019年7月7日                   | Tiny Bird                              | 配信限定                       | -                              | -                              | - |
| 5th                            | 2019年11月20日                 | ストーリーの先に                       | TYCT-39112 (CD+グッズ)         | 28位                           | -                              | - |
| 5th                            | 2019年11月20日                 | ストーリーの先に                       | TYCT-39113 (CD+ライブ音源)     | 28位                           | -                              | - |
| 5th                            | 2019年11月20日                 | ストーリーの先に                       | TYCT-30099 (CD)                | 28位                           | -                              | - |
| -                              | 2020年5月13日                  | Singin’ Now                            | 配信限定                       | -                              | -                              | - |
| -                              | 2020年6月24日                  | こんな夜更けは                         | 配信限定                       | -                              | -                              | - |
| -                              | 2020年8月19日                  | 東京は燃えてる                         | 配信限定                       | -                              | -                              | - |
| -                              | 2021年6月16日                  | 風は呼んでいる / 未完成なドラマ        | 配信限定                       | -                              | -                              | *「未完成なドラマ」DISH//楽曲提供セルフカバー                                                             |
| -                              | 2021年9月29日                  | 情熱                                   | 配信限定                       | -                              | -                              | *UAカバー曲                                                                                               |
| -                              | 2022年4月27日                  | ウイスキーが、お好きでしょ             | 配信限定                       | -                              | -                              | *石川さゆりカバー曲                                                                                       |
| -                              | 2022年5月29日                  | 形ないもの                             | 配信限定                       | -                              | -                              | - |
| -                              | 2022年10月31日                 | 不幸アレ                               | 配信限定                       | -                              | -                              | - |
| -                              | 2023年5月26日                  | ラストシーン                           | 配信限定                       | -                              | -                              | - |
| -                              | 2023年6月30日                  | Odd Dancer                             | 配信限定                       | -                              | -                              | - |
| -                              | 2023年10月13日                 | 怒りをくれよ (jon-YAKITORY Remix)      | 配信限定                       | -                              | -                              | - |
| -                              | 2024年4月27日                  | Fighter                                | 配信限定                       | -                              | -                              | - |
| -                              | 2024年7月24日                  | 風にキスをして                         | 配信限定                       | -                              | -                              | - |
| -                              | 2024年9月11日                  | ひみつを君に feat. 花譜                | 配信限定                       | -                              | -                              | - |
| -                              | 2024年10月20日                 | 赤い轍                                 | 配信限定                       | -                              | -                              | - |
| -                              | 2024年11月13日                 | 愛が満ちるまで feat. LOVE PSYCHEDELICO | 配信限定                       | -                              | -                              | - |
| -                              | 2025年5月12日                  | 衝動                                   | 配信限定                       | -                              | -                              | - |

### アルバム
|                                | 発売日                         | タイトル                       | 規格品番                       | チャート                       |
| オリコン                       | 発売日                         | タイトル                       | 規格品番                       |                                |
| Virgin Music (Universal Music) | Virgin Music (Universal Music) | Virgin Music (Universal Music) | Virgin Music (Universal Music) | Virgin Music (Universal Music) |
| ------------------------------ | ------------------------------ | ------------------------------ | ------------------------------ | ------------------------------ |
| 1st                            | 2015年7月22日                  | SUNRISE JOURNEY                | TYCT-60066 (CD)                | 39位                           |
| 2nd                            | 2016年7月20日                  | Next One                       | TYCT-60086 (CD)                | 9位                            |
| 2nd                            | 2016年7月20日                  | Next One                       | TYCT-69104 (CD+DVD)            | 9位                            |
| 2nd                            | 2016年10月26日                 | Next One                       | TYJT-59001 (LP)                | -                              |
| 3rd                            | 2017年9月13日                  | BIZARRE CARNIVAL               | TYCT-60107 (CD)                | 7位                            |
| 3rd                            | 2017年9月13日                  | BIZARRE CARNIVAL               | TYCT-69116 (CD+DVD)            | 7位                            |
| 4th                            | 2018年11月21日                 | LOOKING FOR THE MAGIC          | TYCT-60123 (CD)                | 10位                           |
| 4th                            | 2018年11月21日                 | LOOKING FOR THE MAGIC          | TYCT-69132 (CD+DVD)            | 10位                           |
| 5th                            | 2020年10月7日                  | Walking On Fire                | TYCT-60162 (CD)                | 18位                           |
| 5th                            | 2020年10月7日                  | Walking On Fire                | TYCT-69177 (2CD+DVD)           | 18位                           |
| 6th                            | 2022年8月3日                   | Into The Time Hole             | TYCT-60198 (CD)                | 13位                           |
| 6th                            | 2022年8月3日                   | Into The Time Hole             | TYCT-69242 (CD+DVD)            | 13位                           |
| 6th                            | 2022年8月3日                   | Into The Time Hole             | D2CE-11441 (CD+グッズ)         | 13位                           |
| 7th                            | 2023年11月15日                 | The Goldmine                   | TYCT-60219 (CD)                | 17位                           |
| 7th                            | 2023年11月15日                 | The Goldmine                   | TYCT-69288 (CD+DVD)            | 17位                           |

### ミニアルバム
|                                      | 発売日                               | タイトル                             | 規格品番                             | チャート                             |
| オリコン                             | 発売日                               | タイトル                             | 規格品番                             |                                      |
| THEATER RECORDS (SPACE SHOWER MUSIC) | THEATER RECORDS (SPACE SHOWER MUSIC) | THEATER RECORDS (SPACE SHOWER MUSIC) | THEATER RECORDS (SPACE SHOWER MUSIC) | THEATER RECORDS (SPACE SHOWER MUSIC) |
| ------------------------------------ | ------------------------------------ | ------------------------------------ | ------------------------------------ | ------------------------------------ |
| -                                    | 2013年12月4日                        | MUSIC FREAK                          | DDCB-18004 (CD)                      | -                                    |
| Virgin Music (Universal Music)       |                                      |                                      |                                      |                                      |
| 1st                                  | 2014年6月11日                        | 焦燥                                 | TYCT-60038 (CD)                      | 171位                                |
| 2nd                                  | 2016年1月27日                        | ワイルド・サイドを行け               | TYCT-60077 (CD)                      | 31位                                 |
| 2nd                                  | 2016年1月27日                        | ワイルド・サイドを行け               | TYCT-69097 (CD+DVD)                  | 31位                                 |
| 3rd                                  | 2017年4月12日                        | I STAND ALONE                        | TYCT-60098 (CD)                      | 10位                                 |
| 3rd                                  | 2017年4月12日                        | I STAND ALONE                        | TYCT-69115 (CD+DVD)                  | 10位                                 |

### ベストアルバム
|                                | 発売日                         | タイトル                       | 規格品番                       | チャート                       |
| オリコン                       | 発売日                         | タイトル                       | 規格品番                       |                                |
| Virgin Music (Universal Music) | Virgin Music (Universal Music) | Virgin Music (Universal Music) | Virgin Music (Universal Music) | Virgin Music (Universal Music) |
| ------------------------------ | ------------------------------ | ------------------------------ | ------------------------------ | ------------------------------ |
| 1st                            | 2024年11月27日                 | All the Greatest Dudes         | TYCT-60240/1 (2CD)             | 18位                           |
| 1st                            | 2024年11月27日                 | All the Greatest Dudes         | TYCT-69333 (2CD+DVD)           | 18位                           |

### 参加作品
| 発売日         | アーティスト | タイトル                        | 参加楽曲                                | 備考                                                   |
| -------------- | ------------ | ------------------------------- | --------------------------------------- | ------------------------------------------------------ |
| 2016年6月29日  | V.A.         | Hello Goodbye                   | - SGT. PEPPER'S LONELY HEARTS CLUB BAND | ザ・ビートルズのトリビュート・アルバム                 |
| 2019年10月30日 | V.A.         | NEW GENE, inspired from Phoenix | - Circle Of Time                        | 手塚治虫の生誕90周年を記念したコンピレーションアルバム |
| 2021年7月14日  | V.A.         | 風街に連れてって!               | - スローなブギにしてくれ（I want you）  | 松本 隆 作詞活動50周年トリビュートアルバム             |
| 2023年12月20日 | V.A.         | ユーミン乾杯!!                  | - 真夏の夜の夢                          | 松任谷由実50周年記念コラボベストアルバム               |

### 楽曲提供
| 発売日         | アーティスト        | 収録アルバム     | 参加楽曲       | 備考 |
| -------------- | ------------------- | ---------------- | -------------- | ---- |
| 2019年5月17日  | ももいろクローバーZ | MOMOIRO CLOVER Z | レディ・メイ   | -    |
| 2020年2月25日  | 上白石萌音          | note book        | From The Seeds | -    |
| 2021年2月24日  | DISH//              | X                | 未完成なドラマ | -    |
| 2021年10月27日 | 花譜                | -                | 鏡よ鏡         | -    |

### 収録作品
| 発売日        | アーティスト | タイトル                                         | 収録楽曲                    | 備考                                          |
| ------------- | ------------ | ------------------------------------------------ | --------------------------- | --------------------------------------------- |
| 2009年12月2日 | V.A.         | 閃光ライオット2009                               | - 焦燥                      | 「閃光ライオット2009」出演者によるアルバム    |
| 2016年7月27日 | V.A.         | ONE PIECE FILM GOLD オリジナル・サウンドトラック | - 怒りをくれよ (Short ver.) | 映画「ONE PIECE FILM GOLD」のサウンドトラック |

## ミュージックビデオ
| 公開年 | 監督               | 曲名                        | 備考                    |
| ------ | ------------------ | --------------------------- | ----------------------- |
| 2013年 | 北岡一哉           | ダミーロックとブルース      |                         |
| 2014年 | 鎌谷聡次郎         | 焦燥                        |                         |
| 2014年 | MOVE OVER          |                             |                         |
| 2015年 | 鎌谷聡次郎         | 褒めろよ                    | ダンス考案：flep funce! |
| 2015年 | 島田大介           | 大人になったら              |                         |
| 2015年 | 大場潤也           | リアル鬼ごっこ              |                         |
| 2016年 | 山口保幸           | ワイルド・サイドを行け      |                         |
| 2016年 | 大場潤也           | 時代のヒーロー              |                         |
| 2016年 | 大場潤也           | 闇に目を凝らせば            |                         |
| 2016年 | 川村ケンスケ       | 怒りをくれよ                |                         |
| 2017年 | 佐渡恵理           | 美しい棘                    |                         |
| 2017年 | 島田大介           | 吹き抜く風のように          |                         |
| 2018年 | 川村ケンスケ       | 愚か者たち                  |                         |
| 2018年 | 藤代雄一朗         | All Of Us                   |                         |
| 2018年 | 野村徹             | TV Show                     |                         |
| 2019年 | OSRIN              | ストーリーの先に            |                         |
| 2019年 | ハートが冷める前に |                             |                         |
| 2020年 |                    | Singin’ Now-Stay Home ver.- |                         |
| 2020年 | 野村徹             | こんな夜更けは              |                         |
| 2020年 | Hideto Hotta       | 東京は燃えてる              |                         |
| 2020年 | 八木順一朗         | By Myself Again             |                         |

## タイアップ一覧
| 使用年 | 曲名                         | タイアップ                                                                                           |
| ------ | ---------------------------- | --- |
| 2014年 | MOVE OVER                    | スズキ「ワゴンRスティングレー」CMソング                                                              |
| 2015年 | 褒めろよ                     | テレビ東京系ドラマ『太鼓持ちの達人〜正しい××のほめ方〜』主題歌                                       |
| 2015年 | 褒めろよ                     | 朝日放送テレビ『ごきげん!ブランニュ』エンディングテーマ                                              |
| 2015年 | 褒めろよ                     | テレビ愛知『a-ha-N Music Channel』2015年3月度エンディングテーマ                                      |
| 2015年 | サンライズジャーニー         | テレビ東京系『Crossroad』エンディングテーマ                                                          |
| 2015年 | リアル鬼ごっこ               | 映画『リアル鬼ごっこ』イメージソング                                                                 |
| 2015年 | リアル鬼ごっこ               | CBCテレビ『やすだの歩き方』2015年7月度エンディングテーマ                                             |
| 2015年 | リアル鬼ごっこ               | FM-NIIGATA『FES.19』2015年7月度エンディングテーマ                                                    |
| 2015年 | 大人になったら               | 北海道テレビ『夢チカ18』2015年7月度エンディングテーマ                                                |
| 2015年 | WONDER ALONE                 | NHK Eテレ アニメ『秘密結社鷹の爪DO』エンディングテーマ                                               |
| 2015年 | NEXT ONE                     | ブラインドサッカー日本代表公式ソング                                                                 |
| 2016年 | BOYS & GIRLS                 | TOKYO MX『生誕20周年記念 ビーストウォーズ復活祭への道』エンディングテーマ                            |
| 2016年 | BOYS & GIRLS                 | 『トランスフォーマーFES 2016』テーマソング                                                           |
| 2016年 | 太陽を目指せ                 | テレビ東京系『ポンコツ&さまぁ〜ず』2016年1月度エンディングテーマ                                     |
| 2016年 | ワイルド・サイドを行け       | テレビ東京系『ゴッドタン』2016年2月度エンディングテーマ                                              |
| 2016年 | ワイルド・サイドを行け       | テレビ神奈川『MUTOMA』2016年2月度オープニング/エンディングテーマ                                     |
| 2016年 | ワイルド・サイドを行け       | BSスカパー『演劇人は、夜な夜な、下北の街で呑み明かす…』挿入歌                                        |
| 2016年 | 大人になったら               | 映画『鉄の子』主題歌                                                                                 |
| 2016年 | 夜明けのフォーク             | 配信アニメ『秘密結社鷹の爪GT』エンディングテーマ                                                     |
| 2016年 | FLOWER SONG                  | ハーレーダビッドソンジャパン「Blue Sky Heaven 2016」公式応援ソング                                   |
| 2016年 | 話をしよう                   | NHK Eテレ アニメ『境界のRINNE』第2シリーズエンディングテーマ (第26話 - 第37話)                       |
| 2016年 | 怒りをくれよ                 | アニメ映画『ONE PIECE FILM GOLD』主題歌                                                              |
| 2016年 | 怒りをくれよ                 | フジテレビ系『全力!脱力タイムズ』2016年6・7月度エンディングテーマ                                    |
| 2016年 | 怒りをくれよ                 | テレビ神奈川『音楽缶』2016年8月度テーマソング                                                        |
| 2016年 | 時代のヒーロー               | Amazonプライム・ビデオ配信ドラマ『宇宙の仕事』主題歌                                                 |
| 2016年 | 闇に目を凝らせば             | 映画『少女』主題歌                                                                                   |
| 2017年 | 美しい棘                     | テレビ朝日系木曜ミステリー『警視庁・捜査一課長』season2主題歌                                        |
| 2017年 | ビートニクス                 | 映画『DCスーパーヒーローズ vs 鷹の爪団』主題歌                                                       |
| 2017年 | I Feel The Earth Move        | 花王「ビオレu 潤い美肌」CMソング                                                                     |
| 2017年 | 褒めろよ                     | 謎解きリアル捜査ゲーム『歌舞伎町 探偵セブン』テーマソング                                            |
| 2018年 | 愚か者たち                   | 映画『不能犯』主題歌                                                                                 |
| 2018年 | 愚か者たち                   | dTVオリジナルドラマ『不能犯』主題歌                                                                  |
| 2018年 | 愚か者たち                   | AbemaTV『格闘代理戦争2ndシーズン』主題歌                                                             |
| 2018年 | In the air                   | オーディオブランド『GLIDiC』タイアップ曲                                                             |
| 2018年 | The Flowers                  | 三越伊勢丹ホールディングス 『2018花々祭 WILD FLOWERS〜花を愛する人々〜』キャンペーンオリジナルソング |
| 2018年 | 時代のヒーロー               | 松本山雅FCホームゲーム『アルWIN TV』オープニング曲                                                   |
| 2018年 | All Of Us                    | テレビ朝日系木曜ミステリー『警視庁・捜査一課長』season3主題歌                                        |
| 2018年 | To The Music                 | NHKワールド JAPAN・NHK BSプレミアム『J-MELO』エンディングテーマ                                      |
| 2018年 | Freeder                      | 長野朝日放送『第100回全国高校野球長野大会』番組テーマソング                                          |
| 2018年 | ワイルド・サイドを行け       | キッコーマン「しょうゆピクセル」篇 WEB CMソング                                                      |
| 2018年 | ハートが冷める前に           | GLIM SPANKY × アサヒ飲料「WILKINSON」コラボレーションソング                                          |
| 2018年 | Hello Sunshine               | メ〜テレ『デルサタ』/『デルサタ11』番組テーマソング                                                  |
| 2018年 | Looking For The Magic        | 「スノーリゾート信州2018-19」タイアップ曲                                                            |
| 2019年 | Looking For The Magic        | テレビ朝日系ドラマ『警視庁・捜査一課長』スペシャル主題歌                                             |
| 2019年 | めぐりあい                   | NHK総合『機動戦士ガンダム THE ORIGIN 前夜 赤い彗星』第1弾エンディングテーマ                          |
| 2019年 | Tiny Bird                    | テレビ朝日系ドラマ『警視庁・捜査一課長』新作スペシャルI・II主題歌                                    |
| 2019年 | TV Show                      | Bunkamuraザ・ミュージアム「みんなのミュシャ ミュシャからマンガへ ― 線の魔術」展覧会イメージソング    |
| 2019年 | ストーリーの先に             | 朝日放送テレビ系ドラマL『Re:フォロワー』主題歌                                                       |
| 2020年 | ストーリーの先に             | 朝日放送テレビ『今ちゃんの「実は…」』2020年2月度エンディングテーマ                                   |
| 2020年 | Singin' Now                  | テレビ朝日系木曜ミステリー『警視庁・捜査一課長2020』主題歌                                           |
| 2020年 | By Myself Again              | 映画『実りゆく』主題歌                                                                               |
| 2021年 | Savage Sun feat. GLIM SPANKY | ダイハツ「ロッキー」CMソング                                                                         |
| 2021年 | 風は呼んでいる               | 長野朝日放送開局30周年テーマソング                                                                   |
| 2021年 | 風は呼んでいる               | 長野朝日放送『今ドキ!ゆうドキッ』オープニング曲                                                      |
| 2022年 | ウイスキーが、お好きでしょ   | SUNTORY「ウイスキー角瓶」CMソング                                                                    |
| 2022年 | シグナルはいらない           | 北海道テレビ『イチモニ!』番組テーマソング                                                            |
| 2022年 | 不幸アレ                     | BS-TBSドラマ『サワコ〜それは、果てなき復讐』主題歌                                                   |
| 2023年 | ラストシーン                 | Paravi『恋のLast Vacation 南の楽園プーケットで、働く君に恋をする。』主題歌                           |
| 2024年 | Fighter                      | NHK BS『ワースポ×MLB』エンディングテーマ                                                             |
| 2024年 | 風にキスをして               | スズキ『ソリオバンディット』CMソング                                                                 |
| 2024年 | 赤い轍                       | WOWOW連続ドラマW『ゴールデンカムイ -北海道刺青囚人争奪編-』第4話エンディングテーマ                   |
| 2025年 | 衝動                         | BYD「BYD SEALION 7」CMソング                                                                         |

## 出演

### テレビ
- 警視庁・捜査一課長（テレビ朝日）
  - season2 第6話（2017年5月25日）- 重要な証言を行う通行人役[84]
  - season3 第6話（2018年5月17日）- ストリートミュージシャン 宇多子 役（松尾）、義太雄 役（亀本）[85]
  - season4 最終話（2020年9月3日）- ストリートミュージシャン 宇多野松子 役（松尾）、弦野亀太郎 役（亀本）[86]
- 高見沢俊彦の美味しい音楽 美しいメシ（2024年11月15日、BS朝日）[87]

### ラジオ
- GLIM SPANKY RADIO INSTANT NATION（2017年10月 - 2020年6月、JFN系）[88][89]
- MAGIC HOUR内 GLIM SPANKY RADIO Gloaming Nation（2020年10月 - 、FM長野）[90]
- GLIM SPANKY RADIO MIDNIGHT NATION (InterFM897、2020年10月 - 2020年12月)[88][89]
- 今日は一日○○三昧 (NHK-FM)
  - 今日は一日“アナログ･レコード”三昧（2018年2月12日）
  - 今日は一日“サッカー音楽”三昧 2018（2018年6月10日） - 亀本のみ

### MV
- 桑田佳祐「なぎさホテル」（2022年）- 亀本のみ[91]